# Ткаченко Олександр Миколайович (науковець)
Олександр Миколайович Ткаченко (21 січня 1939, с. Мала Катеринівка, Запорізький район, Запорізька область — 21 травня 1985) — методолог і теоретик психології, доктор психологічних наук, професор кафедри загальної та інженерної психології Київського державного (нині — Національного) університету імені Тараса Шевченка.

## Життєпис
Ткаченко Олександр Миколайович народився в с. Мала Катеринівка, Запорізького району, Запорізької області у січні 1939 року.
У 1955-1956 роках навчався у Київській республіканській школі кіномеханіків, по закінченню якого, у 1956-1958 роках працював кіномеханіком у СШ № 1 м. Запоріжжя.
1958 року вступив на філософський факультет Київського державного університету імені Тараса Шевченка, який закінчив у 1963 році. Одразу був зарахований до аспірантури. Служив у армії.
У 1968–1970 роках працював асистентом кафедри психології Київського університету, був підвищений до старшого викладача. У 1972—1985 роках займав позицію доцента кафедри загальної та інженерної психології.

## Наукова діяльність
Основні напрямки наукових досліджень: загальна психологія, психологія мислення, психологічні теорії свідомості, структура свідомості.

### Дисертації
|                                                                       | Тема роботи | Місце захисту      | Рік захисту |
| --------------------------------------------------------------------- | --- | ------------------ | ----------- |
| Дисертація на здобуття наукового ступеня кандидата психологічних наук | «Види мислення та їх генезис» | КНУ ім. Шевченка   | 1968 рік    |
| Дисертація на здобуття наукового ступеня доктора психологічних наук   | «Розвиток категоріального апарату психологічної науки (принципи та методологічні передумови побудови сучасної системи психологічних знань)» | МДУ ім. Ломоносова | 1985 рік    |

### Досягнення
Розробив систематизацію принципів та категорій психологічної науки: у його методологічній системі принципи детермінізму, відображення, єдності психіки та діяльності, розвитку психіки, системно-структурний принцип діалектично об'єднані через принципи діалектично поєднані через наскрізне уявлення про цілісну організацію психічної регуляції діяльності суб'єкта на трьох рівнях — організму, індивіда й особистості.
Вперше у вітчизняній психології розглянуто проблему особистості через систему методологічних принципів, категоріальний лад і методи психологічної науки.

## Основні наукові праці
- «Види мислення та їх генезис» (1968);
- «Философская методология и метод построения системы психологических категорий» (1971)[4];
- «О категориальных предпосылках консолидации научной школы» (1973)[5];
- «Генетичний і функціональний зв'язок засобів комунікації та мислення» (1977);
- «Взаємозв'язок пояснювальних принципів психологічної науки» (1977);
- «Про категоріальний профіль наукової школи» (1977);
- «Принципи і категорії психології» (1979);
- «Проблема висхідної одиниці аналізу психічного в історії радянської психології (1920–1940 рр.)» (1980)[6];
- «Сучасна криза у психології» (1981);
- «Л. С. Виготський і О. О. Потебня» (1981);
- «Методологія розробки одиниці аналізу психіки в історії радянської психології» (1983);
- «Розвиток категоріального ладу психологічної науки» (1983).

## Нагороди
- Медаль «20 років перемоги у Великій Вітчизняній війні 1941—1945 рр.»[2]